# Gran Premi d'Alemanya de Motocròs 250cc
|  | Per a altres significats, vegeu «Gran Premi d'Alemanya de Motocròs». |

El Gran Premi d'Alemanya de Motocròs en la cilindrada de 250cc (en alemany, Großer Preis von Deutschland Moto Cross 250 ccm), abreujat GP d'Alemanya de 250cc, fou una prova internacional de motocròs que es va celebrar anualment a Alemanya entre el 1957 i el 2003, és a dir, des de la primera edició del Campionat d'Europa fins al final del Campionat del Món d'aquesta cilindrada (el 2004, la històrica categoria dels 250cc fou reconvertida a la nova MX1, actual MXGP). Anomenat inicialment només "Gran Premi d'Alemanya de Motocròs", quan el 1959 es va estrenar a Bielstein el Gran Premi de 500cc se'l va començar a conèixer amb l'afegitó de la cilindrada ("Gran Premi d'Alemanya de Motocròs de 250cc") per tal de diferenciar-lo de l'altre, amb el qual convisqué des d'aleshores en circuits i dates separats.
De 1959 a 1971, es disputà paral·lelament a l'antiga RDA un altre Gran Premi de 250cc, conegut indistintament com a GP de l'Alemanya Oriental o GP de la RDA. Per aquest motiu, durant aquella època el Gran Premi d'Alemanya es conegué també com a GP de l'Alemanya Occidental o GP de la RFA. Finalment, cal dir que els anys 2002 i 2003, Alemanya fou també escenari de dos Grans Premis de 250cc més (tots dos a Teutschenthal), tot i que aquests s'anomenaren Gran Premi d'Europa.
El Gran Premi d'Alemanya de 250cc tingué una gran rotació geogràfica per tot el país i, al llarg dels anys, s'arribà a disputar en setze escenaris diferents. Els que més es varen repetir varen ser els de Gaildorf i Beuern, amb un total de 7 i 8 edicions respectivament, i Bielstein, amb 12 edicions.

## Edicions
| Població       | Districte        | Land                   | Data usual      | De   | A    | Edicions |
| -------------- | ---------------- | ---------------------- | --------------- | ---- | ---- | -------- |
| Beuern         | Gießen           | Hessen                 | Al maig-juny    | 1965 | 1983 | 8        |
| Bielstein      | Colònia          | Rin del Nord-Westfàlia | A l'estiu       | 1958 | 1990 | 12       |
| Brühl          | Rhein-Erft-Kreis | Rin del Nord-Westfàlia | Al maig         | 1957 | 1957 | 1        |
| Erlangen       | Erlangen         | Baviera                | Al maig         | 1964 | 1964 | 1        |
| Gaildorf       | Schwäbisch Hall  | Baden-Württemberg      | A l'agost       | 1976 | 2003 | 7        |
| Goldbach       | Aschaffenburg    | Baviera                | A l'agost       | 1985 | 1985 | 1        |
| Laubuseschbach | Limburg-Weilburg | Hessen                 | Al maig         | 1993 | 1993 | 1        |
| Leichlingen    | Rhein-Berg       | Rin del Nord-Westfàlia | Al setembre     | 1960 | 1960 | 1        |
| Ludweiler      | Saarbrücken      | Saarland               | Al juny         | 1959 | 1959 | 1        |
| Northeim       | Northeim         | Baixa Saxònia          | Al juny         | 1992 | 1992 | 1        |
| Reisersberg    | Freyung-Grafenau | Baviera                | Al juliol-agost | 1989 | 1995 | 2        |
| Reutlingen     | Reutlingen       | Baden-Württemberg      | Al juny         | 1957 | 1957 | 1        |
| Rudersberg     | Rems-Murr        | Baden-Württemberg      | Al juliol       | 1986 | 1986 | 1        |
| Schefflenz     | Neckar-Odenwald  | Baden-Württemberg      | Al juny         | 1988 | 1988 | 1        |
| Teutschenthal  | Saalekreis       | Saxònia-Anhalt         | Variable        | 1996 | 2001 | 4        |
| Ühlingen       | Waldshut         | Baden-Württemberg      | Al juliol       | 1961 | 1961 | 1        |
| Total          | 16               |                        |                 |      |      | 44       |

Notes
1. ↑  Nucli de Buseck.
2. ↑  Nucli de Wiehl.
3. ↑  El circuit d'Erlangen es coneixia també com a circuit de Dornberg, el nom d'una muntanya propera.
4. ↑  Nucli de Völklingen.
5. ↑  Nucli de Röhrnbach.

## Palmarès
Font:
| Edició  | Any  | Lloc           | Data              | Guanyador         | Guanyador     |
| ------- | ---- | -------------- | ----------------- | ----------------- | ------------- |
| I       | 1957 | Brühl          | 29-30 de maig     | Marcel Verhaegen  | BSA           |
| II      | 1957 | Reutlingen     | 15-16 de juny     | Fritz Betzlbacher | Maico         |
| III     | 1958 | Bielstein      | 12-13 de juliol   | Rolf Tibblin      | Husqvarna     |
| IV      | 1959 | Ludweiler      | 6-7 de juny       | Rolf Tibblin      | Husqvarna     |
| V       | 1960 | Leichlingen    | 3-4 de setembre   | Dave Bickers      | Greeves       |
| VI      | 1961 | Ühlingen       | 1-2 de juliol     | Arthur Lampkin    | BSA           |
| VII     | 1962 | Bielstein      | 30j-1 de juliol   | Torsten Hallman   | Husqvarna     |
| VIII    | 1963 | Bielstein      | 11-12 de maig     | Torsten Hallman   | Husqvarna     |
| IX      | 1964 | Erlangen       | 16-17 de maig     | Joël Robert       | ČZ            |
| X       | 1965 | Beuern         | 15-16 de maig     | Víktor Arbékov    | ČZ            |
| XI      | 1966 | Bielstein      | 14-15 de maig     | Joël Robert       | ČZ            |
| XII     | 1967 | Bielstein      | 13-14 de maig     | Torsten Hallman   | Husqvarna     |
| XIII    | 1968 | Bielstein      | 22-23 de maig     | Joël Robert       | ČZ            |
| XIV     | 1969 | Bielstein      | 17-18 de maig     | Adolf Weil        | Maico         |
|         | 1970 | No es disputà  | No es disputà     | No es disputà     | No es disputà |
| XV      | 1971 | Beuern         | 8-9 de maig       | Heikki Mikkola    | Husqvarna     |
| XVI     | 1972 | Bielstein      | 3-4 de juny       | Joël Robert       | Suzuki        |
|         | 1973 | No es disputà  | No es disputà     | No es disputà     | No es disputà |
| XVII    | 1974 | Bielstein      | 8-9 de juny       | Gaston Rahier     | Suzuki        |
| XVIII   | 1975 | Beuern         | 14-15 de juny     | Zdeněk Velký      | ČZ            |
| XIX     | 1976 | Gaildorf       | 26-27 de juny     | Vladimir Kavinov  | KTM           |
| XX      | 1977 | Beuern         | 18-19 de juny     | André Malherbe    | KTM           |
| XXI     | 1978 | Beuern         | 10-11 de juny     | Thorleif Hansen   | Kawasaki      |
| XXII    | 1979 | Bielstein      | 4-5 d'agost       | Håkan Carlqvist   | Husqvarna     |
| XXIII   | 1980 | Beuern         | 17-18 de maig     | Fritz Köbele      | Honda         |
| XXIV    | 1981 | Beuern         | 4-5 de juliol     | Georges Jobé      | Suzuki        |
|         | 1982 | No es disputà  | No es disputà     | No es disputà     | No es disputà |
| XXV     | 1983 | Beuern         | 11-12 de juny     | Danny LaPorte     | Yamaha        |
| XXVI    | 1984 | Bielstein      | 23-24 de juny     | Jacky Martens     | KTM           |
| XXVII   | 1985 | Goldbach       | 10-11 d'agost     | Michele Rinaldi   | Suzuki        |
| XXVIII  | 1986 | Rudersberg     | 5-6 de juliol     | Jacky Vimond      | Yamaha        |
|         | 1987 | No es disputà  | No es disputà     | No es disputà     | No es disputà |
| XXIX    | 1988 | Schefflenz     | 18-19 de juny     | Pekka Vehkonen    | Cagiva        |
| XXX     | 1989 | Reisersberg    | 22-23 de juliol   | Jean-Michel Bayle | Honda         |
| XXXI    | 1990 | Bielstein      | 26-27 d'agost     | Alessandro Puzar  | Suzuki        |
|         | 1991 | No es disputà  | No es disputà     | No es disputà     | No es disputà |
| XXXII   | 1992 | Northeim       | 13-14 de juny     | Donny Schmit      | Yamaha        |
| XXXIII  | 1993 | Laubuseschbach | 22-23 de maig     | Greg Albertyn     | Honda         |
| XXXIV   | 1994 | Gaildorf       | 3-4 de setembre   | Kurt Nicoll       | Honda         |
| XXXV    | 1995 | Reisersberg    | 5-6 d'agost       | Marnicq Bervoets  | Suzuki        |
| XXXVI   | 1996 | Teutschenthal  | 13-14 d'abril     | Marnicq Bervoets  | Suzuki        |
| XXXVII  | 1997 | Gaildorf       | 12-13 de setembre | Pit Beirer        | Honda         |
| XXXVIII | 1998 | Teutschenthal  | 8-9 d'agost       | Stefan Everts     | Honda         |
| XXXIX   | 1999 | Gaildorf       | 28-29 d'agost     | Stefan Everts     | Honda         |
| XL      | 2000 | Teutschenthal  | 26-27 d'agost     | Frédéric Bolley   | Honda         |
| XLI     | 2001 | Teutschenthal  | 12-13 de maig     | Mickaël Pichon    | Suzuki        |
| XLII    | 2001 | Gaildorf       | 18-19 d'agost     | Mickaël Pichon    | Suzuki        |
| XLIII   | 2002 | Gaildorf       | 17-18 d'agost     | Mickaël Pichon    | Suzuki        |
| XLIV    | 2003 | Gaildorf       | 23-24 d'agost     | Stefan Everts     | Yamaha        |

Notes
1. ↑  Del 2001 al 2003, el GP d'Alemanya ho fou alhora de 125, 250 i 500cc, tot i que aquest darrer any els 250cc es conegueren com a Motocross GP i els 500cc com a 650cc. Aquesta taula reflecteix només els resultats de la categoria de 250cc/Motocross GP.
2. ↑  El 2003, els 250cc es conegueren com a Motocross GP.

## Estadístiques
S'han considerat tots els resultats compresos entre el 1957 i el 2003.

### Guanyadors múltiples
| Pilot            | Victòries |
| ---------------- | --------- |
| Joël Robert      | 4         |
| Torsten Hallman  | 3         |
| Mickaël Pichon   | 3         |
| Stefan Everts    | 3         |
| Rolf Tibblin     | 2         |
| Marnicq Bervoets | 2         |

### Victòries per país
| País           | Victòries |
| -------------- | --------- |
| Bèlgica        | 14        |
| Suècia         | 7         |
| França         | 6         |
| RFA            | 4         |
| Regne Unit     | 3         |
| Unió Soviètica | 2         |
| Finlàndia      | 2         |
| Estats Units   | 2         |
| Itàlia         | 2         |
| Txecoslovàquia | 1         |
| Sud-àfrica     | 1         |
| Total          | 44        |

### Victòries per marca
| Marca     | Victòries |
| --------- | --------- |
| Suzuki    | 10        |
| Honda     | 8         |
| Husqvarna | 7         |
| ČZ        | 5         |
| Yamaha    | 4         |
| KTM       | 3         |
| BSA       | 2         |
| Maico     | 2         |
| Greeves   | 1         |
| Cagiva    | 1         |
| Kawasaki  | 1         |
| Total     | 44        |